# Swamp rock
El Swamp rock es un término acuñado a finales de los años 60. Originalmente se ha usado para definir el estilo roots rock del grupo estadounidense Creedence Clearwater Revival.
A pesar de provenir de California, Creedence Clearwater Revival se inspiró en los sonidos del llamado "pop pantano" de Luisiana, logrando un gran éxito con una versión del famoso éxito de los años 50 de Dale Hawkins Suzie Q.
El término luego fue asociado con artistas inspirados en roots como Tony Joe White y otros músicos como Larry Jon Wilson, Jim Dickinson, Travis Wammack, J. J. Cale, Bobbie Gentry y, más adelante, Deadboy & The Elephantmen.
El swamp rock es un género distinto que se basó más en el rock de los sesenta que en los ritmos blues de 1950 que ayudaron a definir el "pop pantano". Está personificado por el trabajo de artistas como Creedence Clearwater Revival y Tony Joe White.

## Historia
Swamp rock es una forma de Roots rock, que incluye influencias de géneros tan diversos como zydeco, música cajún, swamp pop y swamp blues. 
En primer lugar, se hizo prominente en el rock y el pop americano de finales de la década de 1960. Creedence Clearwater Revival define gran parte de los primeros sonidos "choogling" y temas asociados con el swamp rock, pero también está fuertemente asociado con Tony Joe White y su éxito "Polk salad Annie." 
Otros músicos como Larry Jon Wilson, Jim Dickinson, Travis Wammack, JJ Cale, Bobbie Gentry, Lynyrd Skynyrd, Roy Head, y más recientemente Deadboy & The Elephantmen han contribuido a desarrollar el sonido del swamp rock.
La música se caracteriza por el funky, bajo de soul, un sonido de guitarra gangoso y canciones que típicamente se ocupan de las cuestiones del folclore del sur de los Estados Unidos. Existe también cierta sensación literaria y de gótico sureño en la mayoría del swamp rock. Las letras del género a menudo describen la vida en las poblaciones a lo largo del río Misisipi, Nueva Orleans o en las zonas rurales como el Bayou. 
En 1998, el productor Phil Ramone produjo al quinteto de Los Ángeles Swamp Boogie Queen. Este esfuerzo sugirió un acercamiento al género swamp rock y pop, y llevó este tipo de música a un público más amplio.

## Artistas del género

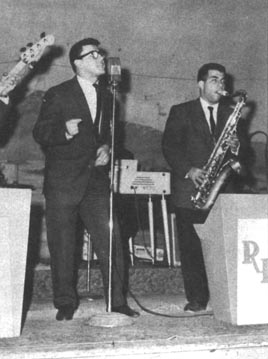
Jivin’ Gene, músico de swamp rock

- Bobbie Gentry
- Creedence Clearwater Revival
- Deadboy and the Elephantmen
- Larry Jon Wilson
- Jim Dickinson
- J.J. Cale
- Joe Victor
- Tony Joe White
- Travis Wammack
- Dale Hawkins